# Cathal Crobdearg Ua Conchobair
Cathal Crobhdearg Ua Conchobair, o Cathal O'Connor (1153 – 1224), è stato un re del Connacht dal 1189 al 1199 e poi dal 1201/1202 al 1224.
Era il figlio più giovane del re supremo d'Irlanda Tairrdelbach mac Ruaidri Ua Conchobair.
Successe la prima volta al fratellastro Conchobar Máenmaige e poi al figlio di quest'ultimo, Cathal Carragh Ua Conchobair (1199-1201/1202). Si trovò a fronteggiare gli invasori normanni. Fondò l'abbazia di Ballintubber nel 1215. Sul trono gli succedette il figlio Aed.